# 이장원 (음악가)
이장원(1981년 8월 30일 ~ )은 대한민국의 음악가이다. 2004년 페퍼톤스 EP앨범 《A Preview》로 활동을 시작하였다.

## 학력
- 서울개일초등학교 (전학)
- 대전삼천초등학교 (전학)
- 대전어은초등학교 (졸업)
- 대전어은중학교 (졸업)
- 대전과학고등학교 (졸업)
- 카이스트 전산학 학사[1]
- 카이스트 대학원 경영공학 석사
- 카이스트 문화기술대학원 박사과정

## 방송 출연
- 《뇌섹시대 - 문제적 남자》 (2015년 - 2020년, tvN)[2]
- 《켠김에 왕까지》 (2013.02.21, OGN)
- 《더 지니어스: 블랙 가넷《 (2014.11.26 tvN)
- KBS 특집 다큐멘터리 《드로니안, 스스로 날다》 (2015.08.06, KBS) : 내레이션
- 《장학퀴즈 - 학교에 가다》(2016.07.09, EBS)
- 《1대100》 (2017.02.21, KBS)
- 《신서유기3》 (2017.03.12, tvN)
- 《수요미식회》 (2017.12.27, tvN)
- 《베이스볼 사피엔스》 (2019.03.18, MBC)
- 《대탈출2》 살인감옥(2019.5.26-2019.06.02, tvN)
- 《요즘책방 : 책 읽어드립니다》 (2019.10.01, tvN)
- 《나 혼자 산다》 (2021.06.04,2021.10.01, MBC)
- 《동상이몽2 - 너는 내 운명》 (2023.02.13,2023.03.06, SBS)
- 《옥탑방의 문제아들》 (2023.03.08, KBS2)

## 영화 출연
- 《페퍼톤스 인 시네마 : 에브리씽 이즈 오케이》 (2025년)

## 오디오쇼
- 6시 5분전 (2019.08.27-2021.04.16, NAVER NOW.) : 호스트

## 라디오
- 신재평의 아름다운 밤 우리들의 라디오 (2011.06.01-2011.08.25, EBS) : 고정게스트
- 신재평의 라디오드림 (2011.09.01-2011.10.27, EBS) : 고정게스트
- 스윗소로우의 정오의 희망곡 (2011.10.29-2012.10.20, MBC) : 고정게스트
- 로이킴 정준영의 친한친구 (2013.06.23-2013.08.31, MBC) : 고정게스트
- 이루마의 골든디스크 (2016.06.04-2016.09.24, MBC) : 고정게스트
- 푸른밤 옥상달빛입니다 (2021.05.04-현재, MBC) : 고정게스트

## 웹예능
- 오늘도 삽질 (스튜디오 훜)